# 海外台灣系學校列表
台灣系學校（簡稱台校），曾經多稱華僑學校。其一般指使用中華民國教育部所設立的課程標準授課的於臺灣之外的學校，包括為各地台商子弟、台僑所設立之學校，部分為中華民國政府在海外成立之台灣學校，或由台僑、華僑團體資助，或為親台、親中華民國團體所成立。

## 泰國
由於泰北孤軍關係，孤軍後裔學校視中華民國為祖國，並有來自中華民國政府的資金補助以及人民所捐贈之書籍等資源。

### 清萊府
- 滿堂建華中學
- 光復中學
- 華雲中學
- 恩惠中學
- 慈濟中學
- 一新中學
- 聖心中學
- 興華中學
- 愛育小學
- 慈光學校

## 日本
中華民國日僑於當地很早便設立了學校，歷經日本與中華民國斷交，至今仍於學校掛中華民國國旗，使用正體字。中国大陆方面則在橫濱、神戶設立了兩所中華學校。目前校內除台僑、親台華僑子弟就讀外，日本學生以及中華人民共和國籍學生人數也佔不少比例。
- 東京中華學校（東京都千代田區）
- 大阪中華學校（大阪府大阪市浪速區）
- 橫濱中華學院 （页面存档备份，存于）（神奈川縣橫濱市中區）

## [1]
大部分旅韓華僑的家鄉為山東省。十九世紀末，由于東北地區的政情不安以及日俄戰爭等的影響，大量山東人離開了家鄉並來到韓國。目前大多數传统旅韓華僑（区别于中华人民共和国与大韩民国建交后自中国大陆来韩的华侨）持中華民國國籍，僑校跟隨中華民國教學政策，使用的教材也与台灣同步。
- 仁川華僑中山中小學
- 漢城華僑小學
- 漢城華僑中學
- 釜山華僑小學
- 釜山華僑中學
- 大邱華僑中小學
- 水原華僑中正小學

## 中華人民共和國
由於兩岸政治情勢，教材皆需經過中华人民共和国政府的審查，如：民國紀年需修改成西元紀年。
- 東莞台商子弟學校（廣東省東莞市中堂鎮）
- 華東台商子女學校（江蘇省崑山市花橋鎮）
- 上海台商子女學校（上海市閔行區華漕鎮）

## 馬來西亞

### 臺灣學校
- 檳吉臺灣學校（檳城北海，1991年2月—2019年6月30日，全球第一所台湾海外学校[2]）
- 吉隆坡臺灣學校

## 印度尼西亞
- 雅加達臺灣學校
- 泗水臺灣學校

## 越南
- 越南胡志明市臺灣學校

## 澳大利亞
- 墨爾本中華中小學
- 墨爾本台灣學校
- 墨爾本諾博中文學校
- 佛光中華學校（墨爾本）

## 荷蘭
- 鹿特丹中華基督教會附設中文學校
- 荷蘭海牙台北中文學校

## 美國
- 紐約華僑學校
- 北加州中文學校聯誼會
- 南加州中文學校聯誼會
- 大華府地區中文學校聯誼會

## 加拿大
- 溫哥華東寧書院 （页面存档备份，存于）

## 外部連結
- 中華民國僑務委員會 （页面存档备份，存于）